# Pyroderus
Genre
Pyroderus est un genre d'oiseaux de la famille des Cotingidae.

## Liste des espèces
Selon la classification de référence du Congrès ornithologique international (version 7.3, 2017) :
- Pyroderus scutatus (Shaw, 1792)
  - Pyroderus scutatus granadensis (Lafresnaye, 1846)
  - Pyroderus scutatus masoni Ridgway, 1886
  - Pyroderus scutatus occidentalis Chapman, 1914
  - Pyroderus scutatus orenocensis (Lafresnaye, 1846)
  - Pyroderus scutatus scutatus (Shaw, 1792)